# Bellinzona Ladies Open
IL Bellinzona Ladies Open è un torneo professionistico femminile di tennis che si gioca tradizionalmente durante le vacanze pasquali del mese di aprile sui campi di terra rossa del Tennis Club Bellinzona di Bellinzona in Svizzera dal 2021. Fa parte dell'ITF Women's Circuit, nella categoria $60,000 e W75 a partire dal 2024, dopo la riforma del sistema dei tornei a fine 2023.
L'edizione inaugurale si giocava su 4 campi, di cui due dotabili di palloni pressostatici per giocare in qualsiasi condizione meteo, e in cui s'è infatti disputata la finale (con il supporto di altri due campi simili messi a disposizione dal Tennis Club Riviera di Lodrino).

## Albo d'oro

### Singolare
| Anno | Categoria   | Campionessa   | Finalista          | Punteggio     |
| ---- | ----------- | ------------- | ------------------ | ------------- |
| 2021 | ITF $60,000 | Julia Grabher | Lucia Bronzetti    | 6–2, 6–3      |
| 2022 | ITF $60,000 | Raluca Șerban | Ekaterine Gorgodze | 6–3, 6–0      |
| 2023 | ITF $60,000 | Fiona Ferro   | Greet Minnen       | 2–6, 6–1, 6–4 |
| 2024 | ITF $60,000 | Loïs Boisson  | Anna Bondár        | 6–3, 2–6, 6–4 |
| 2025 | ITF $60,000 | Solana Sierra | Silvia Ambrosio    | 6–4, 6–0      |

### Doppio
| Anno | Categoria   | Campionesse                       | Finaliste                        | Punteggio              |
| ---- | ----------- | --------------------------------- | -------------------------------- | ---------------------- |
| 2021 | ITF $60,000 | Anna Danilina Ekaterine Gorgodze  | Rebecca Marino Yūki Naitō        | 7–5, 6–3               |
| 2022 | ITF $60,000 | Alicia Barnett Olivia Nicholls    | Xenia Knoll Oksana Selechmet'eva | 6(7)–7, 6–4, [10–7]    |
| 2023 | ITF $60,000 | Conny Perrin (1) Anna Sisková     | Freya Christie Ali Collins       | 3–6, 7–6(9), [10–5]    |
| 2024 | ITF $60,000 | Jesika Malečková Conny Perrin (2) | Carmen Corley Ivana Corley       | 6(4)–7, 7–6(7), [10–7] |
| 2025 | ITF $60,000 | Aneta Kučmová Sapfo Sakellaridi   | Jenny Dürst Elizabeth Mandlik    | 7–6(3), 3–6, [10–2]    |